# マイケル・レイヴン

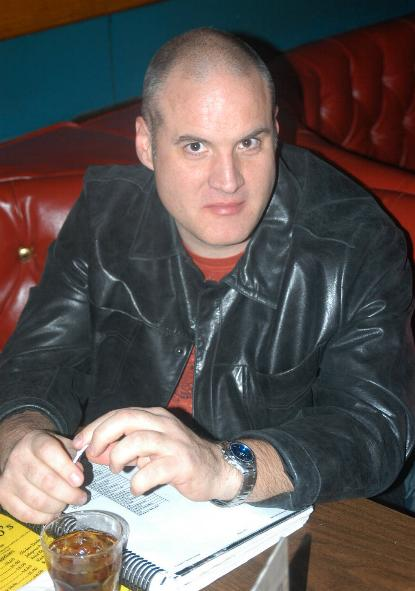
マイケル・レイヴン

マイケル・レイヴン（Michael Raven, 1969年 - ）は、アメリカ合衆国のポルノ映画監督。

## 作品
- 小悪魔フェアリー
- 飼われる女
- 蜘蛛女の誘惑